# Matriarcas
Matriarcas es una telenovela chilena de género comedia romántica transmitida por la cadena pública Televisión Nacional de Chile en 2015. Narra la historia sobre cinco tipos de madres tras recibir una particular Inseminación artificial.
Escrita por Sebastián Arrau, en colaboración con Valeria Hofmann, Jorge Peña, Patricia González y Pilar Gil, con la asesoría de contenidos de Julio Rojas. Dirigida por Claudio López de Lérida y César Opazo, con producción general de Juan Carlos Asencio y dirección general de Ítalo Galleani bajo la producción ejecutiva de Verónica Saquel.
Protagonizada por Claudia Di Girólamo, Francisco Reyes, Emilio Edwards y Josefina Fiebelkorn.

## Argumento
Diana Názer (Claudia Di Girólamo), es una viuda de un millonario árabe, con quien solo tuvo un hijo, Alexis (Emilio Edwards), con el cual vive en una casa repleta de mujeres, entre las que están: su monárquica (inglesa) madre Isabelle Stanford (Gloria Münchmeyer), su envidiosa hermana Letizia (Ximena Rivas), sus dos caprichosas sobrinas Leonor (Elisa Alemparte) y Amalia (Geraldine Neary), su empleada Hortensia (Claudia Hidalgo) y la kinesióloga de la Sra. Isabelle, Soraya (Dolores Pedro). 
Alexis es el único hijo de Diana, creció rodeado de mujeres desarrollando una personalidad fuerte, y bastante conservadora. El día del cumpleaños número 38 de Alexis, la vida de Diana da un vuelco inesperado, primero conoce a un seductor estafador que se encuentra en la velada encubierto de mozo para lograr estafarla, y segundo, porque una persona interrumpe en la celebración. Se trata de Constanza (Catalina Saavedra), una enfermera quien asegura que el padre de su hija Dianita (Teresita Commentz), es Alexis.
En este momento, Diana se entera de que hace 20 años Alexis vendió sus espermatozoides al laboratorio donde Constanza es enfermera y les cuenta que, desde que quedó embarazada, les ha seguido los pasos y que no es la única hija que tiene. Desde ese momento, Diana no tardará en descubrir que tiene treinta y tres nietos. 
Contra la voluntad de su hijo y contra los prejuicios de Diana, esta búsqueda, que solo es posible con la ayuda de Gary Méndez (Francisco Reyes), un encantador y seductor tránsfugo, encontrará a distintos tipos de madres, cada una con su particular manera de ser y criar a sus hijos. Así, se topará con Matilde (Josefina Fiebelkorn),  Juliana (Andrea Velasco), Constanza (Catalina Saavedra) y Grace (Coca Guazzini), además Chantal (Blanca Lewin), una ambiciosa madre que engañará a Diana y a su propio hijo "Claudio" (Matias Assler) un joven seminarista que creció sin padre, diciéndoles a ambos que son nieto y abuela, para así poder obtener dinero de la familia Nazer. Diana hará de todo por acercarse a sus nietos y dejar huella en sus vidas.

## Reparto
- Claudia Di Girolamo como Diana Nazer[3][4]
- Francisco Reyes como Gary Méndez[5]
- Blanca Lewin como Chantal Chávez[6]
- Emilio Edwards como Alexis Santis[7]
- Josefina Fiebelkorn como Matilde Valdés[8]
- Gloria Münchmeyer como Isabelle Stanford[9]
- Coca Guazzini como Grace Peñaloza[10]
- Juan Falcón como Johnny Bravo
- Ximena Rivas como Letizia Nazer
- Catalina Saavedra como Constanza Ríos
- Andrea Velasco como Juliana Flores
- Héctor Morales como Eduardo Bravo
- Santiago Tupper como Mauricio Bravo
- Matías Assler como Claudio Chávez
- D-Niss como Sandra "Sandrita" Bravo
- Teresita Commentz como Diana Stanford
- María Elena Duvauchelle como Trinidad Carreño
- Rodrigo Muñoz como Arturo Villar
- Gonzalo Robles como Francisco Álvarez
- Elisa Alemparte como Leonor Castillo
- Raúl Hoffmann como Charles Bravo
- Geraldine Neary como Amalia Castillo
- Simón Pascal como Jorge Bravo
- Dolores Pedro como Soraya Benítez
- Claudia Hidalgo como Hortensia Ortega
- Almendra Contreras como Katherina Villar
- Tayra Contreras como Lorena Villar

## Producción
La creación de la telenovela se convirtió rápidamente en una prioridad para Televisión Nacional de Chile, después de que el horario vespertino lograra bajos índices de audiencia durante el 2014. Por ello, en octubre del mismo año, la cadena de televisión le asignó a Verónica Saquel la producción ejecutiva del área dramática con la idea de crear y producir nuevas teleseries para el horario vespertino. luego del fracaso de Caleta del sol.
Saquel se puso en contacto con el guionista Sebastián Arrau —residente en New York, Estados Unidos—, con el interés de crear una teleserie para el primer semestre de 2015. El desarrollo de la idea de un lado a otro, dieron el acorde para la creación de una comedia dramática. «lo primero que hay que hacer es trabajar en una historia buenísima, que tenemos, y con profesionales de primera línea, que están y que TVN se ha encargado de buscar para poder realizar esta producción y rearmar esta área con una metodología y estructura de trabajo que a mí me parece súper atractiva», sostuvo Saquel. A comienzos de diciembre de 2014, el diario Publimetro publicó una sinopsis sobre el argumento principal de la teleserie. El 6 de diciembre, el diario La Tercera anunció oficialmente a Sebastián Arrau como autor y guionista principal de la teleserie. A su vez, Arrau desmintió la sinopsis publicada en Publimetro. El 14 de enero de 2015, se publicó a través de El Mercurio el nombre tentativo de la producción, Matriarcas y su historia principal sobre distintos tipos de matriarcados. «"A mí siempre me ha interesado el tema de la familia, y lo he visto en otras teleseries, como Machos. En este caso, lo que vamos a mostrar son los distintos tipos de madres, de diferentes edades y clases sociales. Hay distintos tipos de maternidad, y también varias personalidades de hijos"», argumentó el autor.  
El 3 de agosto, Vicente Sabatini asumió el cargo de director de Ficción en Televisión Nacional, encargándose de supervisar la realización de la telenovela desde su rol ejecutivo.

### Casting
Los anuncios del casting comenzaron en diciembre de 2014, con Claudia Di Girolamo siendo la primera en ser elegida, interpretando a la personaje principal femenina, Diana. Su incorporación marcó el regreso a la cadena de televisión luego de cuatro años en Chilevisión. El 17 de diciembre, Saquel divulgó su deseo de juntar a Di Girolamo y María Elena Swett en el reparto de la teleserie. «"me parece ver a Di Girólamo con Swett es tremendamente potente, ellas nunca se han topado, por lo que es novedoso, fresco y son dos grandes actrices. Ahí hay mucho talento, hay mucha calidad, y eso la gente lo valora"», argumentó. Sin embargo no se logró acuerdo. Paralelamente se oficializó las negociaciones con Francisco Reyes, Gonzalo Valenzuela y Juan Falcón para unirse al reparto. Sin embargo, las negociaciones entre Saquel y Valenzuela no llegaron a un buen acuerdo. En enero de 2015, Francisco Reyes, Blanca Lewin, Rodrigo Muñoz, Andrea Velasco, Ximena Rivas, Hector Morales y Catalina Saavedra se unieron al elenco.
El 3 de febrero se confirmó a Emilio Edwards y Josefina Fiebelkorn como los coprotagonistas de la historia.

### Rodaje
El rodaje de Matriarcas comenzó la mañana del lunes 16 de marzo en diferentes locaciones de Santiago. La Ciudad Deportiva Iván Zamorano en Las Condes, una casa en La Dehesa, la misma utilizada en las grabaciones de la teleserie Amores de mercado, y el cerro San Cristóbal fueron los lugares hasta donde se movilizó el equipo realizador para hacer los primeros registros de esta nueva producción dramática.

## Promoción
El primer teaser de la campaña de Matriarcas fue divulgado en febrero de 2015 en el Festival de La Independencia de Talca. En la imagen aparece un esperma dibujando la palabra Matriarcas en diamantes sobre focos de luces claras. El 24 de febrero, lanzan su primer spot con música incidental de Disney.
- El lunes 16 de marzo y al finalizar su noticiero central, la señal estatal estrenó una nueva pieza promocional de la próxima teleserie vespertina de TVN, esta vez con la participación de parte del elenco: Claudia Di Girólamo, Emilio Edwards, Francisco Reyes, Gloria Münchmeyer, Catalina Saavedra, Blanca Lewin, Andrea Velasco, Coca Guazzini y Josefina Fiebelkorn.

El comercial, una realización de la productora Demente, Porta y la gerencia de marketing de TVN, que fue dirigido por Juan Poclava y su registro se hizo en los salones del Museo de Arte Contemporáneo (MAC). En el vemos a los actores de Matriarcas, Sólo… Hay que quererlas cantar parte del vals “El Danubio Azul” de Johann Strauss, entre ellos a Gary, y a las matriarcas.
- El martes 7 de abril, y finalizado el noticiero central, la señal estrenó una nueva pieza publicitaria de su próxima vespertina. El spot muestra a todo el elenco disfrutando de una gran fiesta y bailando al ritmo del tema central de la teleserie, una inédita canción interpretada por Consuelo Schuster y D-Niss, quien también participa de la producción.

El tema central fue producido por el gestor musical de TVN, Sergio Ruiz de Gamboa, y cuenta con la colaboración de José Miguel Alfaro y Javier Bassino en letra y música respectivamente. Mientras que el spot fue desarrollado en conjunto por la Gerencia de Marketing de TVN y la agencia Porta, a cargo del director Juan Poclava.
El spot publicitario fue emitido en diversas cadenas internacionales para Latinoamérica, tales como TNT, FOX, Canal Sony, Disney, History Channel y E! Entertainment Television.
La producción de TVN puso en todas las micros del Transantiago afiches promocionales de la teleserie

## Recepción
En noviembre de 2014, Verónica Saquel es nombrada como productora ejecutiva de teleseries vespertinas en TVN, rol que ejerció anteriormente entre 1992 y 1996, en donde produjo exitosas producciones. En diciembre del mismo año, se anunció el retorno de la actriz Claudia Di Girolamo a la cadena de televisión por lo que causó gran repercusión entre foros de televisión, medios de comunicación y redes sociales (Twitter y Facebook).
Matriarcas se estrenó en televisión el 18 de mayo de 2015, siendo trending topic mundial, sin embargo su índice de audiencia televisivo fue mucho más bajo de lo esperado, promediando en total 6,1 puntos en sus 141 capítulos y no pudiendo sacar al canal a flote. Tras finalizar la telenovela, el 30 de diciembre de 2015, el canal vuelve a emitir la comedia musical Floribella, aunque es sacada del horario al poco tiempo debido a la baja sintonía que obtuvo.

## Banda sonora
| Intérprete                                          | Tema                        | Personaje(s)                      | Actor(es)                                                                            |
| --------------------------------------------------- | --------------------------- | --------------------------------- | ------------------------------------------------------------------------------------ |
| Consuelo Schuster y D-Niss                          | «Una matriarca»             | Tema principal/Locaciones         | Tema principal/Locaciones                                                            |
| Melendi                                             | «La promesa»                | Diana y Gary                      | Claudia Di Girólamo y Francisco Reyes                                                |
| Amaia Montero                                       | «Darte mi vida»             | Diana y Gary                      | Claudia Di Girólamo y Francisco Reyes                                                |
| Camila                                              | «De Venus»                  | Alexis y Matilde                  | Emilio Edwards y Josefina Fiebelkorn                                                 |
| Camila Silva                                        | «Al fin te encontré»        | Alexis y Matilde                  | Emilio Edwards y Josefina Fiebelkorn                                                 |
| Jesse y Joy                                         | «Ecos de amor»              | Alexis y Matilde                  | Emilio Edwards y Josefina Fiebelkorn                                                 |
| Vicentico                                           | «Esclavo de tu amor»        | Gary                              | Francisco Reyes                                                                      |
| Jesse y Joy                                         | «Mi tesoro»                 | Claudio y Amalia                  | Matías Assler y Geraldine Neary                                                      |
| ChocQuibTown                                        | «Cuando te veo»             | Claudio y Amalia                  | Matías Assler y Geraldine Neary                                                      |
| Mark Ronson ft. Bruno Mars                          | «Uptown Funk»               | Alexis                            | Emilio Edwards                                                                       |
| Nicky Jam                                           | «Travesuras»                | Jorge y Amalia                    | Simón Pascal y Geraldine Neary                                                       |
| Meghan Trainor                                      | «All About That Bass»       | Amalia                            | Geraldine Neary                                                                      |
| Jesse y Joy                                         | «La de la mala suerte»      | Amalia                            | Geraldine Neary                                                                      |
| Olga Tañón                                          | «Bandolero»                 | Chantal y Gary                    | Blanca Lewin y Francisco Reyes                                                       |
| Mariana Seoane                                      | «La Malquerida»             | Constanza                         | Catalina Saavedra                                                                    |
| Ariana Grande ft. Iggy Azalea                       | «Problem»                   | Leonor                            | Elisa Alemparte                                                                      |
| Fifth Harmony ft. Kid Ink                           | «Worth It»                  | Leonor                            | Elisa Alemparte                                                                      |
| Gente de Zona ft. Marc Anthony                      | «La gozadera»               | Johnny y Soraya                   | Juan Falcón y Dolores Pedro                                                          |
| Gino Mella                                          | «Al ritmo del amor»         | María Pepa y Alexis               | Paloma Moreno y Emilio Edwards                                                       |
| Azúcar Moreno                                       | «El amor»                   | Letizia y Johnny                  | Ximena Rivas y Juan Falcón                                                           |
| Carlos Vives                                        | «Ella es mi fiesta»         | Letizia y Johnny                  | Ximena Rivas y Juan Falcón                                                           |
| Chayanne                                            | «Madre tierra»              | Grace                             | Coca Guazzini                                                                        |
| Juan Eduardo & Mariana Seoane                       | «Loca»                      | Alexis y Constanza                | Emilio Edwards y Catalina Saavedra                                                   |
| Gente De Zona                                       | «Le gustan los artistas»    | Julianna                          | Andrea Velasco                                                                       |
| Maná ft. Shakira                                    | «Mi Verdad»                 | Grace y Johnny                    | Coca Guazzini y Juan Falcón                                                          |
| Vicentico                                           | «No te apartes de mí»       | Grace y Johnny                    | Coca Guazzini y Juan Falcón                                                          |
| Alkilados                                           | «Una Cita»                  | Charles y Leonor                  | Raúl González y Elisa Alemparte                                                      |
| Josenid                                             | «Creo que estoy enamorada»  | Claudio y Sandrita                | Matías Assler y D-Niss                                                               |
| Luis Fonsi ft. Juan Luis Guerra                     | «Llegaste tú»               | Claudio y Sandrita                | Matías Assler y D-Niss                                                               |
| Vázquez Sounds                                      | «En mi, no en ti»           | Claudio y Sandrita                | Matías Assler y D-Niss                                                               |
| D-Niss                                              | «Eres la luz»               | Claudio y Sandrita                | Matías Assler y D-Niss                                                               |
| Maluma ft. Eli Palacios                             | «La temperatura»            | Charles / Jorge                   | Raúl González / Simón Pascal                                                         |
| Carlos Vives Wisin ft. Daddy Yankee                 | «Nota de amor»              | Eduardo y Julianna                | Hector Morales y Andrea Velasco                                                      |
| Gente de Zona ft. Pitbull                           | «Yo quiero» (Si tu quieres) | Eduardo y Julianna                | Hector Morales y Andrea Velasco                                                      |
| Matt Hunter                                         | «Mas que tu amigo»          | Eduardo y Julianna                | Hector Morales y Andrea Velasco                                                      |
| Vicentico                                           | «Los caminos de la vida»    | Gary y Claudio                    | Matías Assler y Francisco Reyes                                                      |
| Chico Trujillo                                      | «Varga Varga»               | Guillermo                         | Elvis Fuentes                                                                        |
| Juan Magan ft. Belinda y Lápiz Consciente           | «Si no te quisiera»         | Julianna y Arturo                 | Andrea Velasco y Rodrigo Muñoz                                                       |
| Juan Magan                                          | «Mal De amores»             | Julianna y Arturo                 | Andrea Velasco y Rodrigo Muñoz                                                       |
| Noel Schajris                                       | «Otra vez»                  | Matilde y Mauricio                | Josefina Fiebelkorn y Santiago Tupper                                                |
| Enrique Iglesias ft. Marco Antonio Solis            | «El perdedor»               | Matilde y Mauricio                | Josefina Fiebelkorn y Santiago Tupper                                                |
| DJ Méndez                                           | «La Copa América»           | Los hermanos Bravo/Santis/Álvarez | Santiago Tupper, Héctor Morales, Raúl González, D-Niss y Simón Pascal                |
| Vicentico                                           | «Algo contigo»              | Grace y Francisco                 | Coca Guazzini y Gonzalo Robles                                                       |
| Motley Crue                                         | «Girls, girls, girls»       | Los tres mosqueteros              | Francisco Reyes, Rodrigo Muñoz y Juan Falcón                                         |
| Carlos Baute Ft Marta Sánchez                       | «Colgando en tus manos»     | Iván y Constanza                  | Bastián Bodenhofer y Catalina Saavedra                                               |
| Reyli Barba                                         | «Amor del bueno»            | Iván y Constanza                  | Bastián Bodenhofer y Catalina Saavedra                                               |
| Adriana Lucia                                       | «Vuelvo a respirar»         | Iván y Constanza                  | Bastián Bodenhofer y Catalina Saavedra                                               |
| Yuri                                                | «Con los ojos vendados»     | Diana e Iván                      | Claudia di Girólamo y Bastián Bodenhöfer                                             |
| Fanny Lu                                            | «Mujeres»                   | Todas las mamis                   | Josefina Fiebelkorn, Andrea Velasco, Coca Guazzini, Blanca Lewin y Catalina Saavedra |
| Tony Mouzayek                                       | «La Tsadigui»               | Cumpleaños de Alexis y Diana      | Cumpleaños de Alexis y Diana                                                         |
| Enrique Iglesias ft. Gente de Zona y Descemer Bueno | «Bailando»                  | Locaciones                        | Locaciones                                                                           |
| Yandel                                              | «Plakito»                   | Locaciones                        | Locaciones                                                                           |
| Yandel ft. Daddy Yanke                              | «Moviendo caderas»          | Locaciones                        | Locaciones                                                                           |
| Austin Mahone ft. Pitbull                           | «Mmm Yeah»                  | Locaciones                        | Locaciones                                                                           |
| Hoobastank                                          | «The Reason»                | Locaciones                        | Locaciones                                                                           |
| Pharrell Williams                                   | «Happy»                     | Locaciones                        | Locaciones                                                                           |
| Wisin                                               | «Que viva la vida»          | Locaciones                        | Locaciones                                                                           |
| Wisin Ft. Jennifer López y Ricky Martin             | «Adrenalina»                | Locaciones                        | Locaciones                                                                           |
| Nicky Jam ft. Enrique Iglesias                      | «El perdón»                 | Locaciones                        | Locaciones                                                                           |
| Vi-em                                               | «Canta»                     | Locaciones                        | Locaciones                                                                           |
| Maroon 5                                            | «Sugar»                     | Locaciones                        | Locaciones                                                                           |
| Axel                                                | «Mucho más»                 | Locaciones                        | Locaciones                                                                           |
| Taylor Swift                                        | «Shake It Off»              | Locaciones                        | Locaciones                                                                           |
| 5 Seconds Of Summer                                 | «Amnesia»                   | Locaciones                        | Locaciones                                                                           |
| Calvin Harris                                       | «Summer»                    | Locaciones                        | Locaciones                                                                           |
| Magic!                                              | «Rude»                      | Locaciones                        | Locaciones                                                                           |
| Jessie J, Ariana Grande y Nicki Minaj               | «Bang Bang»                 | Locaciones                        | Locaciones                                                                           |
| R5                                                  | «Smile»                     | Locaciones                        | Locaciones                                                                           |
| Don Miguelo Ft. Pitbull                             | «Como yo le doy»            | Locaciones                        | Locaciones                                                                           |
| Juan Magan, ft. Gente de Zona                       | «He llorado»                | Locaciones                        | Locaciones                                                                           |
| Croni-k                                             | «Arriba la vida»            | Locaciones                        | Locaciones                                                                           |

## Premios y nominaciones
| 2015 | Copihue de Oro |             |                 |          |
| 2015 | Copihue de Oro | Mejor actor | Francisco Reyes | Nominado |